# Flaga Wysp Owczych

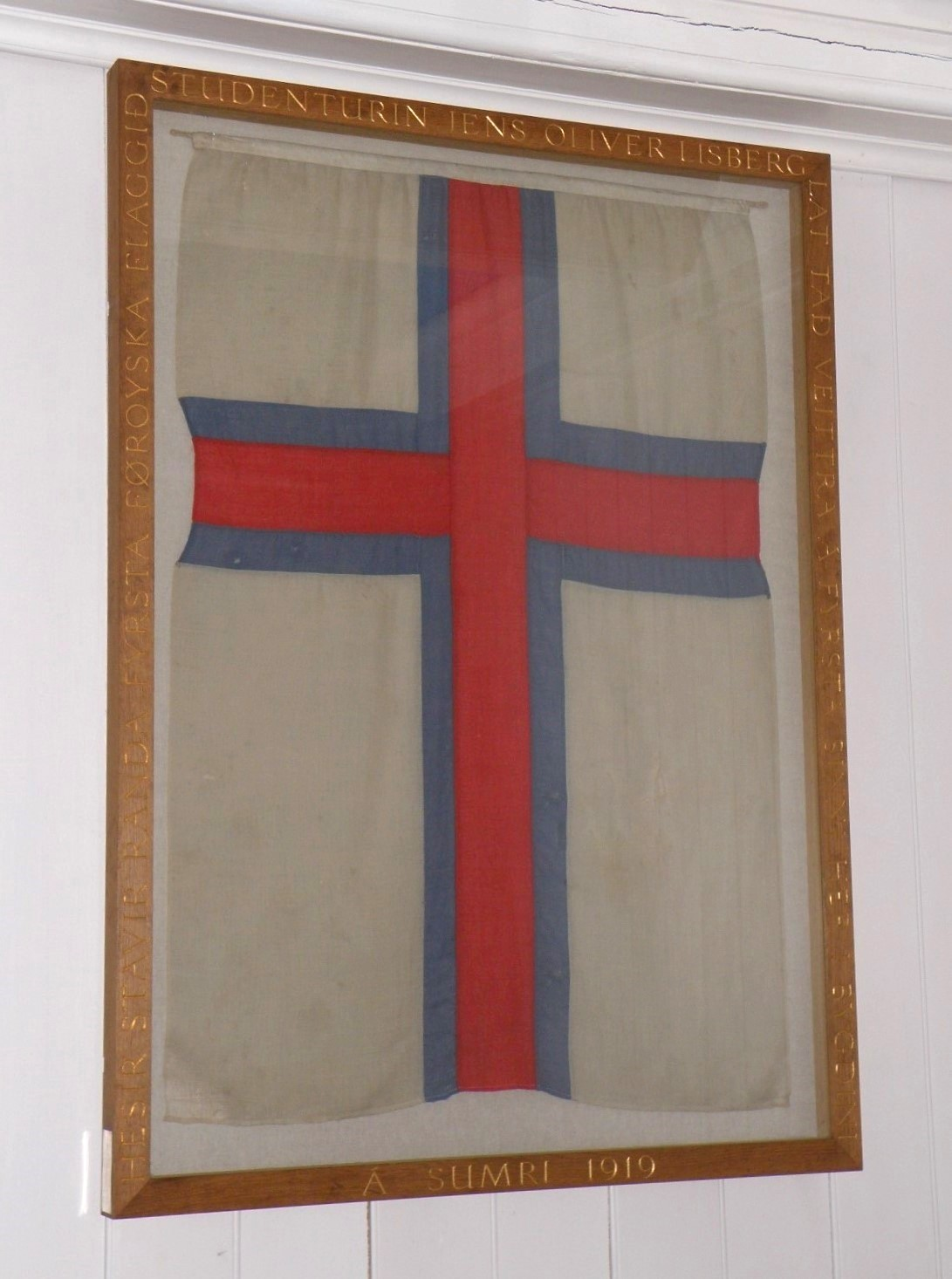
Pierwotna flaga Merkið w kościele w Fámjin

Merkið (farer. Znak) – flaga państwowa Wysp Owczych oparta jest jak wszystkie flagi Skandynawii, na krzyżu skandynawskim. 

## Historia
Pierwsze informacje na temat flag mających służyć za nieoficjalny symbol Wysp Owczych pochodzą z ostatnich lat XIX wieku. Wówczas to na niebieskim płacie o czerwonym obramowaniu umieszczano wizerunki barana lub ostrygojada.
Obecna flaga powstała w 1919 w środowisku farerskich studentów kształcących się na kopenhaskich uczelniach. Jej autorzy, student prawa Jens Oliver Lisberg oraz student teologii Emil Joensen zaprojektowali flagę w oparciu o wzory flag Norwegii, Finlandii czy przede wszystkim Islandii, która w grudniu 1918 roku uzyskała niepodległość. Weksylium zostało zaprezentowane po raz pierwszy na spotkaniu kopenhaskiego Føringafelagið (Towarzystwa Farerskiego), a następnie, w 1919 roku zaaprobowane przez Farerski Związek Studentów. Po powrocie Lisberga na Wyspy, 22 czerwca 1919 flaga po raz pierwszy została wywieszona w jego rodzinnej miejscowości Fámjin na wyspie Suðuroy w trakcie wesela (dziś oryginał wystawiony jest w miejscowym kościele). Rok później zawiązano młodzieżowe towarzystwo Merkið („Znak”), którego symbolem została nowa flaga. 
Flaga nie od razu uzyskała oficjalne uznanie, choć jej popularność wśród mieszkańców stopniowo rosła. W 1920 roku w porcie w Thorshavn odnotowano pierwszą łódź z farerską banderą, zaś w roku 1922 do portu w Tvøroyri zawinął pierwszy statek z flagą Merkið wciągniętą na maszt. Rok później dołączyły do nich większe jednostki, co spotkało się z nieprzychylną reakcją duńskich władz. W 1930 roku flaga została wywieszona na równinie Þingvellir podczas obchodów 1000-lecia islandzkiej państwowości, jednak po protestach strony duńskiej została zdjęta. Decyzja ta wywołała protesty ludności Wysp, która swoje niezadowolenie wyrażała m.in. podczas tradycyjnego święta św. Olafa. Doszło m.in. do zerwania flagi Danii wywieszonej na budynku miejscowego parlamentu. Lokalna Partia Samostanowienia podejmowała próby usankcjonowania statusu prawnego flagi, jednak były one torpedowane były przez władze duńskie oraz Partię Unii. W 1931 roku postanowiono o wzniesieniu przed parlamentem masztu, na którym wywieszana miałaby być flaga Wysp, podczas gdy nad budynkiem Løgtingu powiewałaby flaga Danii. Przetasowanie polityczne sprawiło, że pomysł ten nie doczekał się realizacji. Niemniej flaga na maszcie przed parlamentem pojawiła się jeszcze w latach 30.
Po rozpoczęciu 9 kwietnia 1940 niemieckiej okupacji Danii, Wyspy Owcze zostały zajęte przez wojska brytyjskie w ramach pokojowej okupacji. Z tego też powodu używanie duńskiej bandery przez zawijające do alianckich portów farerskie jednostki nie było rozwiązaniem możliwym do utrzymania. W wyniku rozmów trójstronnych prowadzonych pomiędzy dowództwem brytyjskim, duńskim prefektem oraz farerskim parlamentem, a także przy udziale Foreign Office i duńskiej ambasady w Londynie, 25 kwietnia 1940 rząd brytyjski uznał Merkið za oficjalną banderę cywilną Wysp Owczych. W czasie wojny zdecydowano się na usunięcie masztu przed parlamentem i zastąpienie duńskiej flagi na samym budynku Løgtingu flagą Wysp.
Oficjalny charakter w ramach królestwa Danii flaga otrzymała 25 sierpnia 1948 r. na mocy królewskiego aktu autonomii. W 1949 na pamiątkę wydarzeń z 1940 roku Løgting ustanowił 25 kwietnia świętem państwowym pod nazwą Flaggdagur („dzień flagi”). Ustawa o fladze precyzująca jej konstrukcję, kolorystykę i zasady prawidłowego użycia została przyjęta 17 lipca 1959 r.

## Konstrukcja i barwy
Zgodnie z farerską ustawą flaga ma proporcje 8:11, choć najczęściej w użyciu pozostają flagi o proporcjach 5:7. Na białym płacie umieszczono czerwony niebiesko obrzeżony krzyż skandynawski. Powstałe w części czołowej białe pola są kwadratowe. Ramię krzyża ma szerokość odpowiadającą 1/8 szerokości płata, zaś obrzeżenie ma szerokość o połowę mniejszą, to jest 1/16 szerokości płata. Odcienie barw ustalono w ustawie w oparciu o skalę Pantone: dla czerwieni przyjęto odcień 032, zaś dla barwy niebieskiej – 300.
Czerwona i niebieska to tradycyjne barwy Wysp Owczych, pojawiające się także na proporcach z końca XIX wieku. Biel, według pierwotnej interpretacji symbolizuje czyste niebo i grzywacze u brzegów Wysp, a także chrześcijaństwo. 
| Skala              | Biel                  | Niebieska           | Czerwień            |
| ------------------ | --------------------- | ------------------- | ------------------- |
| Pantone            | –                     | 300 C               | 032 C               |
| RGB (szesnastkowo) | 255–255–255 (#FFFFFF) | 0–110–182 (#005EB8) | 239–51–64 (#EF3340) |
| CMYK               | 0%–0%–0%–0%           | 99%–50%–0%–0%       | 0%–78%–73%–0%       |